# Biganos

Biganos este o comună în departamentul Gironde din sud-vestul Franței. În 2009 avea o populație de 9.464 de locuitori.

## Evoluția populației
| An        | 1975  | 1982  | 1990  | 1999  | 2006  | 2009  |
| --------- | ----- | ----- | ----- | ----- | ----- | ----- |
| Populație | 4.416 | 4.588 | 5.908 | 6.950 | 8.622 | 9.464 |